# Villa Rauch

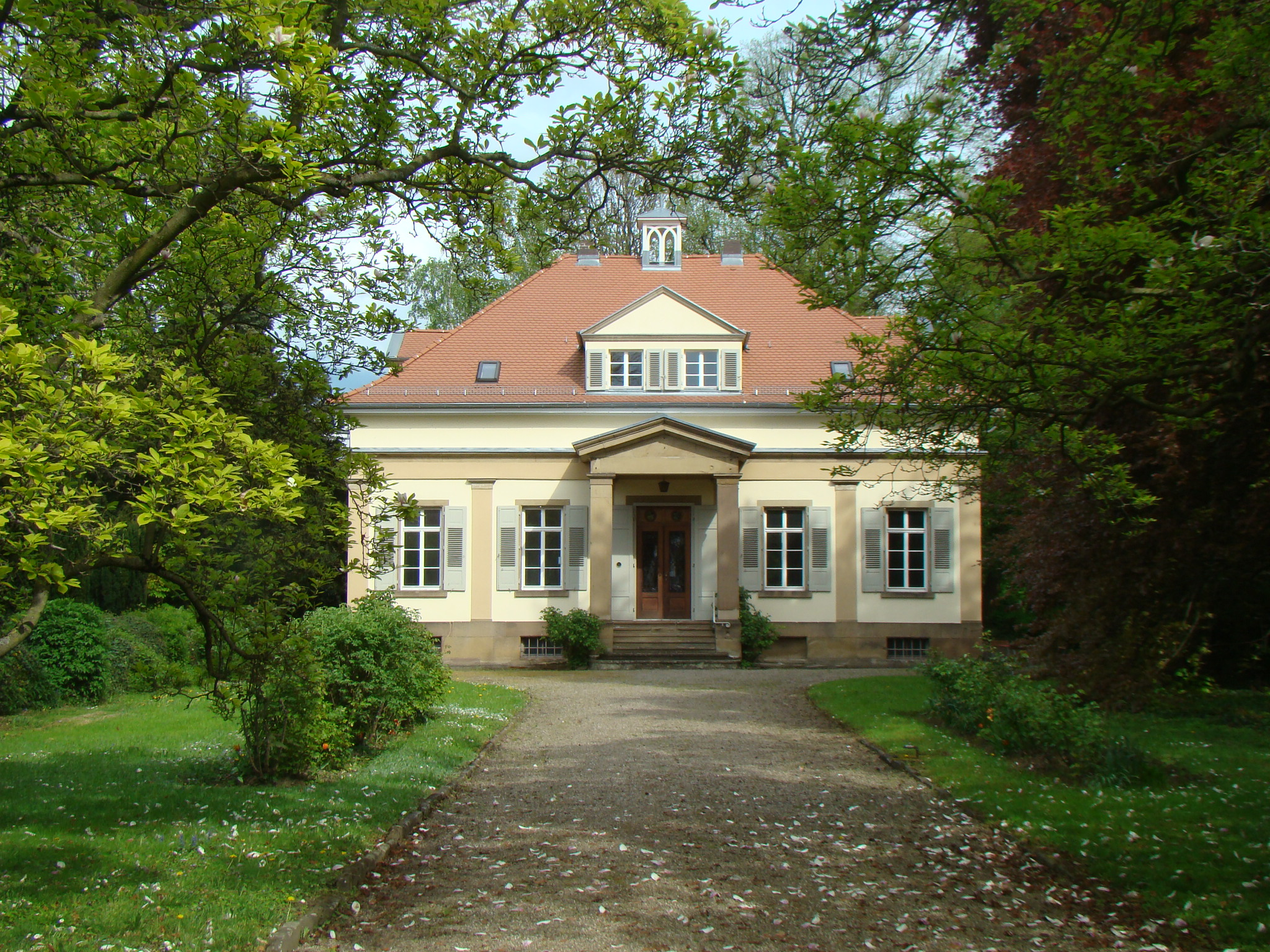
Villa Rauch in Heilbronn

Die Villa Rauch ist eine Villa in der Steinstraße 1 in der Innenstadt von Heilbronn. Sie wurde 1811/12 erbaut und über mehrere Generationen von der Kaufmanns- und Industriellenfamilie Rauch bewohnt. Das von einem großen Garten umgebene Gebäude war nach den zeitweiligen Besitzern, der Familie Feyerabend, auch einst als Feyerabendsches Haus oder Haus im Feyerabendschen Park bekannt. Es brannte beim Luftangriff auf Heilbronn am 4. Dezember 1944 vollständig aus und wurde 1949 in vereinfachter Form wiederaufgebaut.

## Geschichte

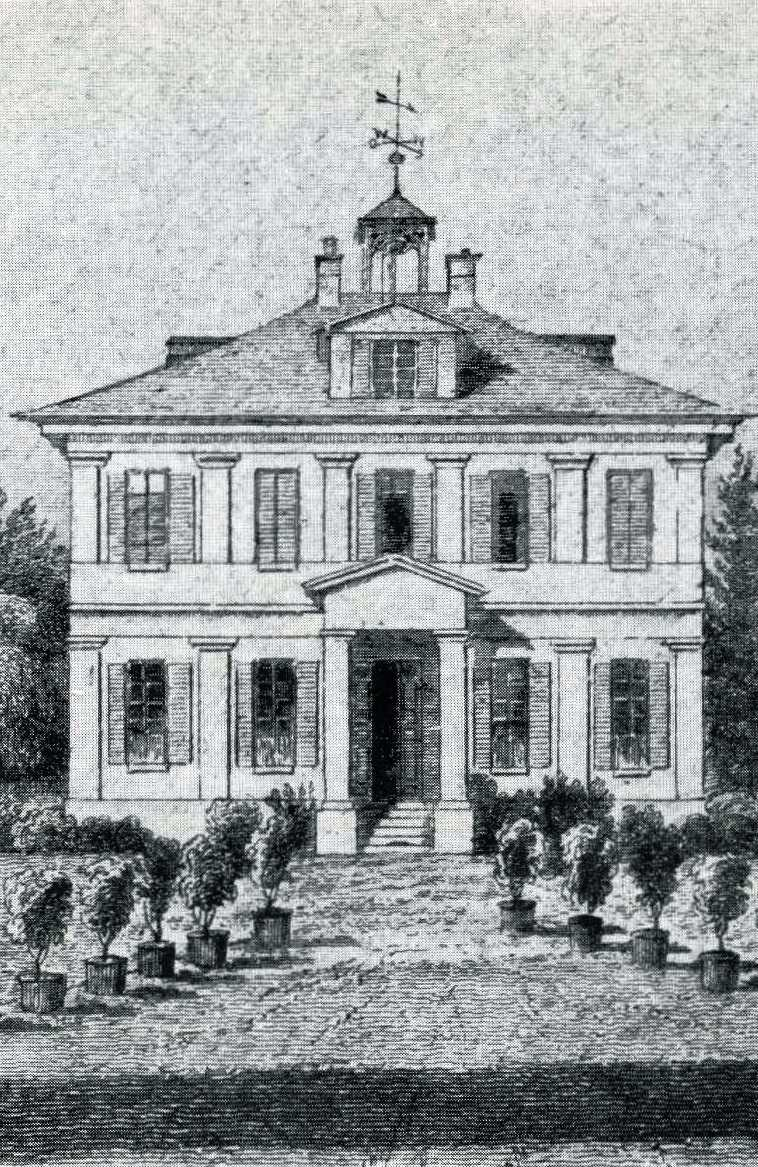
Villa Rauch 1840

Ein zwei Morgen großes Anwesen am Steinweg (heute: Steinstraße) befand sich seit 1798 im Besitz des Großkaufmanns Christian Rauch (1752–1808) und lag um 1800 noch wenige hundert Meter außerhalb der damals noch ummauerten Stadt. In dem Gartengrundstück befand sich ursprünglich ein Häuschen mit einem beheizbaren Raum, einer Küche und zwei Nebenräumen. Nach Rauchs Tod kam das Gartengrundstück an seinen Bruder Johann Moriz von Rauch (1754–1819), der das alte Häuschen abreißen ließ und am 11. Februar 1811 beim württembergischen König Friedrich I. die Genehmigung erbat, dort ein Sommerhaus errichten zu dürfen. Für die Ausführung des Gebäudes verpflichtete Rauch den späteren württembergischen Oberbaurat Gottlieb von Etzel, der zuvor schon eine Neckarbrücke in Heilbronn errichtet hatte und sich 1811 vom Staatsdienst beurlauben ließ, um privaten Aufträgen nachzugehen. Das Sommerhaus war bis Mitte 1812 vollendet, und künftig bewohnte die Familie von Rauch das Gebäude in den Sommermonaten, während sie den Rest des Jahres im Rauch’schen Palais am Heilbronner Marktplatz wohnte.
Nach dem Tod des Johann Moriz von Rauch blieb das Anwesen im Eigentum von dessen Witwe Luise, die es 1819 dem Sohn Moriz von Rauch (1794–1849) überließ. Dieser heiratete 1820 Charlotte Hauck, mit der er acht Kinder hatte. Das Sommerhaus wurde nach der Geburt des fünften Kindes zu klein, so dass die Familie es Moriz’ jüngerem Bruder Adolf von Rauch (1798–1882) überließ. Gemäß ihren Wohnsitzen wurde Moriz’ Familie als die Stadtrauch, Adolfs Familie als die Gartenrauch bezeichnet. Der Garten um das Gebäude wurde durch Zukäufe vergrößert, das Haus zum Dauerwohnsitz ausgebaut. Gleichzeitig wuchs die Stadt Heilbronn im Lauf des 19. Jahrhunderts über ihre mittelalterlichen Grenzen hinaus, so dass das Grundstück bald von weiterer Bebauung umgeben war.
Nach dem Tod der Luise von Rauch im Jahr 1862 erbte Adolf von Rauch das Anwesen. Nach dessen Tod 1882 erbte seine Tochter Luise (1842–1916) den Besitz, die mit ihrem Ehemann Adolf Feyerabend (1842–1891) ohnehin noch im elterlichen Gartenhaus gewohnt hatte. Nach dem Tode von zwei Feyerabend-Söhnen Stefan († 1894) und Georg († 1922) kam das Anwesen an Georg Feyerabends Tochter Ursula, die 1931 Georg Friedrich Mertz heiratete. Seitdem befindet sich das Anwesen im Besitz der Familie Mertz.
Beim Luftangriff auf Heilbronn am 4. Dezember 1944 brannte das Gebäude bis auf die Grundmauern nieder. Beim Kampf um Heilbronn im April 1945 nahm die Ruine weiteren Schaden. Theodor Heuss schrieb am 19. Juni 1946: Daß das Feyerabendsche Haus ausgebrannt ist, gehört zu den schmerzlichsten Verlusten von Heilbronn. 1949 erfolgte der Wiederaufbau des Gebäudes in vereinfachter Form. Der im Krieg ebenfalls beschädigte Garten wurde etwas verkleinert und steht unter Naturschutz. Das Gebäude selbst steht unter Denkmalschutz.

## Beschreibung
Die Villa ist eine historische Villa im Stil des Klassizismus. Inmitten der fünfachsigen Fassade befindet sich das von Säulen flankierte Portal mit einem Tympanon als oberen Abschluss. Weiterhin wird die Fassade vertikal durch Pilaster bzw. Lisenen und horizontal mit einem Gesims bereichert. Nach dem Luftangriff auf Heilbronn wurde die Villa im Jahre 1949 nach Plänen von Adolf Braunwald ohne das zweite Geschoss und in reduziertem Schmuck gemäß dem Heimatstil rekonstruiert.